# Marie Robertson
Marie Charlotte Robertson, född 14 april 1977 i Sunne, är en svensk skådespelare. 

## Biografi
Marie Robertson föddes i Värmland men växte upp i Bredäng i Stockholm. Som 17-åring blev hon tillsammans med Josefin Crafoord programledare på ZTV för programmet Västmannagatan 44A och 1999 för  filmprogrammet Ingmar tillsammans med Love Svensson. Samtidigt filmdebuterade hon i rollen som "Nina Remmer" i SVT:s långserie Rederiet 1998. Hon studerade vid Calle Flygare Teaterskola 1996–1997, följt av Teaterhögskolan vid Göteborgs universitet 2000–2004. Hon har haft olika roller i biograf- och TV-produktioner; dessutom har hon medverkat flitigt i olika pjäser på bland annat Riksteatern, Dramaten och Stockholms stadsteater, såsom Ofelia i Hamlet (2004), i Din stund på jorden (2004–2005) och i Rickard III (2007). Hon nominerades till en Guldbagge 2009 för Rallybrudar som "Bästa kvinnliga biroll". 
Hon medverkade som aktör och sångare i Jerry Williams turné Jerry Williams – The Farewell Show 2014, sänd i SVT 2015.
Robertson har även läst in ett antal ljudböcker.

## Privat
Marie Robertson var tillsammans med Mårten Klingberg 2009–2019. Tillsammans har de en dotter född 2016.

## Filmografi (urval)
- 1998 – Rederiet (TV-serie)
- 1999 – Trettondagsafton
- 1999 – Tre Kronor (TV-serie) (gästroll)
- 1999 – Ett litet rött paket (TV-serie)
- 2006 – Heartbreak Hotel
- 2008 – Rallybrudar
- 2009 – Playa del Sol (TV-serie)
- 2010 – Saltön (TV-serie)
- 2011–2019 – Solsidan (TV-serie)
- 2011 – Svensson, Svensson – i nöd och lust
- 2011 – Gränsen
- 2011 – Hur många lingon finns det i världen?
- 2012–2013 – Äkta människor (TV-serie)
- 2012 – Cockpit
- 2013 – Fjällbackamorden: Vänner för livet
- 2013 – Äkta människor (TV-serie)
- 2015 – Jerry Williams – The Farewell Show (TV-serie)
- 2015 – Beck – Familjen
- 2015 – Morden i Sandhamn (TV-serie)
- 2018 – Sune vs Sune
- 2019 – Sommaren med släkten (TV-serie)
- 2019 – Playa del Sol (TV-serie)
- 2019 – Solsidan (TV-serie)
- 2019 – Panik i tomteverkstan (TV-serie)
- 2020 – Fullt Hus (TV-serie)
- 2020–2021 – Lyckoviken (TV-serie)
- 2021 – En hederlig jul med Knyckertz (TV-serie)

## Teater

### Roller (ej komplett)
| År   | Roll                    | Produktion                         | Regi               | Teater                 |
| ---- | ----------------------- | ---------------------------------- | ------------------ | ---------------------- |
| 2004 | Ofelia                  | Hamlet William Shakespeare         | Philip Zandén      | Stockholms stadsteater |
| 2004 | Katrin                  | Din stund på jorden Vilhelm Moberg | Leif Stinnerbom    | Stockholms stadsteater |
| 2004 | Anja                    | Körsbärsträdgården Anton Tjechov   | Lennart Hjulström  | Stockholms stadsteater |
| 2005 | Hazel Niles             | Elektratrilogin Eugene O'Neill     | Alexander Öberg    | Stockholms stadsteater |
| 2015 | Pernille, kammarjungfru | Den stressade Ludvig Holberg       | Jan Hertz          | Fredriksdalsteatern    |
| 2016 | Marianne                | Dimensioner Nick Payne             | Carl-Johan Karlson | Riksteatern            |